# Pseudechis butleri
Pseudechis butleri — вид змій родини аспідові (Elapidae).

## Етимологія
Вид названий на честь австралійського натураліста Гарі Батлера

## Поширення
Є ендеміком Австралії, мешкає на півночі та заході материка .

## Опис
Тіло сягає до 141 см завдовжки. Отруйний вид. Лякаючи ворогів, піднімає голову та розкриває каптур (подібно до кобри).

## Спосіб життя
Надає перевагу акацієвим лісам на кам'янистих та суглинистих ґрунтах.